# هانتد كاسل
هانتد كاسل (بالإنجليزية: Haunted Castle)‏ (باليابانية: 悪魔城ドラキュラ) ، هي لعبة فيديو إلكترونية من نوع منصات، أنتجت عام 1988م، وأعيد إصدارها حصراً في اليابان عام 2006م.

## روابط خارجية
- هانتد كاسل على موقع IMDb (الإنجليزية)